# Esther Delisle
Pour les articles homonymes, voir Delisle.
Esther Delisle, née le 10 juin 1954 à Québec, est une essayiste, politologue et historienne québécoise. Elle a réalisé des recherches controversées sur l'antisémitisme au Québec des années 1930, notamment en rapport avec les thèses de Lionel Groulx.

## Éléments biographiques
Elle a fait ses études doctorales et post-doctorales à l'université Laval et l'université McGill.

## Travaux controversés sur l'antisémitisme et l'extrême droite au Québec
Intitulée Antisémitisme et nationalisme d'extrême-droite dans la province de Québec 1929-1939, sa thèse de doctorat en sciences politiques a été déposée à l'Université Laval en 1992. Elle paraît en livre sous le titre Le Traître et le Juif la même année. Sa position sur les sympathies fascistes et antisémites de Lionel Groulx suscite un intense débat médiatique au début des années 1990,,,,. L'auteure précise sa position en janvier 1992. Le débat est si important que la direction du programme de doctorat doit nier publiquement l'existence d'un « blocus institutionnel » au sein de l'université. Les informations ont d'abord été relayées par le magazine L'actualité.
Delisle a publié une liste noire de présumés « fascistes » québécois qui aurait été écrite par le consul américain de Québec. En plus de Lionel Groulx, cette liste inclut Olivar Asselin, Victor Barbeau, Hermas Bastien, Paul Bouchard, René Chaloult, Oscar Drouin, Paul Gouin et Philippe Hamel.
Dans le sillage de cette affaire, l'essayiste a également demandé que la station de métro Lionel-Groulx soit renommée pour ne pas laisser un héritage antisémite à la ville de Montréal.
Ses analyses sur la personne de Groulx ont été nuancées, voire très critiquées. En effet, plusieurs historiens québécois considèrent que le caractère nationaliste du célèbre chanoine n'était qu'un aspect de sa personnalité complexe. L'association par Delisle de Groulx au fascisme était quelque peu hâtive et peu nuancée. L'association implicite entre le prétendu racisme de Groulx et le racisme du nationalisme québécois moderne a été jugée comme un raccourci douteux, mais a été abondamment relayée par la presse anglophone. Irving Abella, Gérard Bouchard, Gary Caldwell, Luc Chartrand, René Durocher, Jacques Langlais et Jean-François Nadeau ont adressé des répliques à Esther Delisle. L'écrivain Pierre K. Malouf a répliqué aux détracteurs d'Esther Delisle, dans un texte intitulé "L'Effet Delisle". L'historien Gérard Bouchard, dans sa lettre du 1er mai 2003, a noté que 44 des 58 citations de Groulx utilisées par Esther Delislse contenaient 56 erreurs, dont des ajouts et des amputations qui en changeaient le sens. Esther Delisle a reconnu par la suite que certaines de ces citations étaient effectivement erronées.
À travers ses recherches, Delisle a également montré l'influence qu'avait le journal Le Devoir sur l'extrême droite de l'époque. Elle en conclut que le dirigeant fasciste Adrien Arcand n'avait presque aucun appui chez les élites nationalistes.
Les travaux de Victor Teboul, d'Esther Delisle et ceux de Mason Wade ont été utilisés durant les années 1990 par l'écrivain Mordechai Richler, notamment dans Oh Canada ! Oh Québec !  ce qui a nourri une polémique sur les tabous de la société québécoise.

## Ouvrages publiés
- Antisémitisme et nationalisme d'extrême-droite dans la province de Québec 1929-1939, Thèse (Ph. D.), Science politique, Université Laval, dir. Jacques Zylberberg, 1992
- Le traître et le juif: Lionel Groulx, Le Devoir, et le délire du nationalisme d'extrême droite dans la province de Québec (1929-1939), Outremont, L'Étincelle, 1992. Trad. anglaise: Anti-semitism and extremist right-wing nationalism in French Canada from 1929 to 1939, preface de Ramsay Cook, Westmount, Robertson Davies publishing, "Food for Thought", 1993
- Myths, memory & lies. Quebec's intelligentsia and the fascist temptation (1939-1960), Westmount, Robertson Davies multimedia, 1998 ; version française: Mythes, mémoire et mensonges : l'intelligentsia du Québec devant la tentation fasciste (1939-1960), traduit de l'anglais par Madeleine Hébert, Westmount, Éditions Multimédia Robert Davies, 1998
- Essais sur l'imprégnation fasciste au Québec, postface de Pierre K. Malouf, "L'effet Delisle", Montréal, Éditions Varia, "Histoire et société", 2002
- (Avec Pierre K. Malouf), Le Quatuor d'Asbestos: autour de la grève de l'amiante, Montréal, Éditions Varia, "Histoire et société", 2004

## liens externes
- Notices d'autorité :   - VIAF
  - ISNI
  - BnF (données)
  - IdRef
  - LCCN
  - GND
  - Israël
  - WorldCat